# 物理媒体依存副層
物理媒体依存副層（ぶつりばいたいいそんふくそう、PMDs: Physical Medium Dependent sublayer）は、OSI参照モデルにおける物理層の副層の内の最下層で、物理層の媒体の個々のビットの送受信の詳細を定義する。その定義には、ビットタイミング、信号の符号化、物理媒体との相互作用、およびケーブル・光ファイバ・ワイヤ自体の特性が含まれる。一般的な例は、IEEEによって定義された100メガビット・イーサネット、ギガビット・イーサネット、10ギガビット・イーサネットの仕様である。

## 概要
イーサネットのPMD副層は、イーサネット物理層(PHY)の一部である。階層は次の通りである：
データリンク層（レイヤ2）
LLC（論理リンク制御副層）
MAC（媒体アクセス制御副層）
RS（Reconciliation Sublayer）この副層は、PHYローカル/リモートフォルトメッセージを処理し、DDR変換を処理する。
物理層（PHY）（レイヤ1）
PCS（物理符号化副層）この副層は、8b/10bなどのオートネゴシエーションとコーディングを実行する。
PMA（物理媒体接続副層）この副層は、PMAフレーミング、オクテット同期・検出、{\displaystyle x^{7}+x^{6}+1}スクランブル/デスクランブルを実行する。
PMD（物理媒体依存副層）この副層は、物理媒体用のトランシーバで構成されている。

## 物理媒体依存副層の仕様

### 10ギガビット・イーサネット
10GBASE-E
シングルモード光ファイバでの動作専用に定義されている。1550 nm帯で動作し、最大40 kmの伝送を可能にする。
10GBASE-L
シングルモード光ファイバでの動作用に定義されている。1300 nm帯を使用し、最大10 kmの伝送を可能にする。
10GBASE-S
マルチモード光ファイバで使用するために定義されており、最終的には他の10GbE規格よりも低コストである。850 nmレーザーを使用し、古いファイバ技術では26〜82メートルの範囲の距離にしか到達しない。新しく最適化されたマルチモードファイバ（OM3）では、300メートルまで達することができる。
10GBASE-LX4
それぞれ3.125 Gbit/sで送信する4つのレーザーを使用する。受信機は波長分割多重方式で配置されている。従来のFDDIマルチモードファイバでは最大300 m、シングルモードファイバでは最大10 kmに達することができる。
これらの仕様が提示された後、それらは異なる物理符号化副層標準を使用してLocal Area NetworkとWide Area Network仕様で完成する。